# Гужова Віра Микитівна
Ві́ра Мики́тівна Гужо́ва (* 18 (30) січня 1898, Київ — † 6 лютого 1974) — оперна співачка, сопрано, педагог. Народна артистка УРСР — 1941.

## Життєпис
Вокальну освіту здобувала в Київській консерваторії (1919). Брала уроки співу в К.Мусатової-Кульженко та Федора Гавриловича Орешкевича.
Артистичну діяльність розпочала солісткою капели «Думка» в 1920 році.
У 1921—24 роках — солістка Київського робітничого залізничного театру,
- в 1924—50 з перервами— Харківського,
- 1932—33 Азербайджанського,
- 1941—44 Грузинського театрів опери та балету.

В 1949—50 викладач Харківської,
- у 1950—61 — Київської консерваторій.

Виконувала партії:
- Наталки («Наталка Полтавка» М.Лисенка);
- Одарки («Запорожець за Дунаєм» Гулака-Артемовського);
- Тетяни, Лізи («Євгеній Онєгін», «Пікова дама» П.Чайковського);
- Ярославни («Князь Ігор» О. Бородіна);
- Етері («Абесалом і Етері» Захарія Паліашвілі);
- Аїди («Аїда» Дж. Верді). Виконувала твори українських та зарубіжних композиторів.

1956—57 наспівала на грамплатівку дві українські народні пісні — «Висока верба» та «Вийду я на доріженьку», і романс М.Лисенка «Як не кляв тебе, о зоре» на слова І. Франка.
Написала спогади про Оксану Петрусенко, Івана Алчевського, Михайла Донця.